# دييغو رودريغيز
دييغو رودريغيز (بالإسبانية: Diego Rodríguez Da Luz) (8 أغسطس 1986 مونتفيدو الأوروغواي - ) هو لاعب كرة قدم أوروغواني، يلعب كلاعب وسط، لعب 162 مباراة وسجل 7 أهداف.

## مسيرته

### مسيرته مع الأندية
- 2003 - 2008 لعب مع بنيارول 79 مباراة سجل خلالها 3 أهداف.
- 2008 - 2009 لعب مع نادي بولونيا 7 مباريات.
- 2009 - 2010 لعب مع هوراكان 38 مباراة سجل خلالها 3 أهداف.
- 2011 - 2013 لعب مع ديفينسور سبورتينغ 38 مباراة سجل خلالها هدف.

## روابط خارجية
- دييغو رودريغيز على موقع قاعدة بيانات كرة القدم.إي يو (الإنجليزية)
- دييغو رودريغيز على موقع Soccerway.com (الإنجليزية)
- دييغو رودريغيز على موقع AS.com (الإسبانية)